# Brzeziny (powiat rycki)
Brzeziny – wieś w Polsce położona w województwie lubelskim, w powiecie ryckim, w gminie Stężyca.
W latach 1975–1998 miejscowość należała administracyjnie do województwa lubelskiego.
Wieś jest sołectwem w gminie Stężyca. Według Narodowego Spisu Powszechnego z roku 2011 wieś liczyła 426 mieszkańców.
Miejscowość jest siedzibą rzymskokatolickiej parafii św. Sebastiana. Zachował się tu murowano-drewniany kościół parafialny pw. św. Sebastiana z 1684 roku, wzniesiony na planie krzyża. Jedno z jego ramion stanowi dawna murowana kaplica. Został on powiększony w pierwszej połowie XVIII w. przez dobudowanie części drewnianej. Przy północnym ramieniu transeptu znajduje się zakrystia. Prezbiterium jest zamknięte trójbocznie. Prostokątna kruchta przylega do nawy od zachodu. Nad nawą wybudowano w II połowie XIX wieku wieżyczkę na sygnaturkę.
Na cmentarzu parafialnym w Brzezinach jest zbiorowa mogiła żołnierzy AK upamiętnieniająca bohaterskich żołnierzy 15. Pułku Piechoty „Wilków” AK zgrupowań „Orlika” i „Zagona” poległych o wolność i niepodległość Ojczyzny w latach 1944–1946.
W Muzeum Wsi Lubelskiej, w części "Powiśle", znajduje się zagroda przeniesiona z Brzezin, zbudowana w 1789 roku.

## Części wsi
| SIMC    | Nazwa            | Rodzaj    |
| ------- | ---------------- | --------- |
| 0391420 | Brzeziny-Kolonia | część wsi |
| 0391437 | Zapiaszcze       | część wsi |